# 장상진
장상진(1976년 ~ )은 대구에서 태어나 덕원고등학교와 한국외국어대학교를 졸업하고 2003년 조선일보의 기자로 입사하여 조선일보 계열사인 조선NS의 대표를 역임하고있다.

2007년 법조언론인클럽(회장 신성호)이 선정하는 '올해의 법조기자'로 선출되었다. 장상진 기자는 이진동 기자와 함께 '변양균·신정아 게이트'를 특종 보도했다.
2009년 당시 YTN의 김미선 앵커(메인뉴스 '뉴스쇼  판' 앵커출신이자 현 TV조선 정치부 차장)와 결혼하였다. 김미선 기자는 이화여대 출신이다.
2014년에 부친상을 당하였다. 부친 장수항은 70년대 상업은행을 시작으로 상호 저축은행의 대표를 역임한 금융업 종사자이다. 전국 3대 상호 저축은행 대표로서 저축은행 협회 회장을 역임한 바 있다. 금융업에서 은퇴한 뒤 영남 최대 규모의 온천인 (주)사일온천을 창업하고 대표이사직을 맡았다. 대구를 대표하는 기업으로 대한민국 30대 그룹에 속했던 (주)청구그룹 장수홍 회장과는 사촌이다.

## 논란이 되는 보도
- 박재영 판사의 안진걸씨 보석허가 판결에 대한 비판 보도[4]는 2008년 8월 23일 KBS 미디어포커스에서 편파적이라는 지적을 받았다.

- 2011년 12월 16일 포털 웹 사이트 [다음] 의 실시간 검색어 1위를 하였다. 중학교 선생님의 국사 시험을 다룬 기사[5]로 논란이 되어 관심이 집중 되었다. SNS 중심으로 누리꾼들의 반응은 그럼 당신은 기자가 맞느냐? 라고 하였다.[6] 장상진은 출제된 문제가 역사적 사실만을 단순히 기술한 문제임에도 불구하고 이러한 사실 열거가 과거의 인물과 더불어 이명박 대통령을 자연스럽게 연상하게 하므로 이명박 대통령을 모독한 것이라는 취지의 주장을 하였으며 따라서 해당교사는 교사의 자격이 없다고 단정적으로 보도하였다.

- 2011년 12월 16일 기사 보도 이후 네티즌들의 비판이 거세지자, 자신의 블로그에 인기 플래시 게임 '식물 대 좀비'를 빗대 "자고 일어나니 좀비들이 하나둘씩 모여들어 완두콩을 심으니 좀비들이 미친듯이 달려들고 있다"라며 자신의 기사에 반대하는 네티즌을 좀비로 비하했다. 덧붙여 "댓글은 막아놨으니 X싸려거든 트위터 가서 싸시길~ㅋㅋㅋ" 라며 비아냥거리는 포스팅을 남겼다[7]

- 2011년 12월 14일 박태준 전 포스코 회장 별세 소식을 전하며 광우병 파동 때 집회를 찬성하는 분위기가 많았다는 등의 이유로 다음, MLB 파크, 클리앙을 좌파 사이트로 분류하여[8] 해당 사이트 이용자들의 비난을 받았다[9]

- 2012년 2월 2일 게임의 유해성을 보도하는 기사에서 맨헌트 2라는 게임을 예를 들어 게임의 폭력성을 이야기하였다. 이 때 장상진 기자가 한 맨헌트 2라는 게임은 국내에서 발매되지도 않고 등급 심의도 되지 않았다. 또한 이 게임을 한 파일공유 웹 사이트에서 300원을 내고, 저작권법을 어기고 내려받았다.[10] 장상진은 기사를 준비하는 과정에서 여러 법을 어겨 논란이 되고 있다.

- 기자야? 깡패야?*

2020년 6월 11일, 조선일보 장상진 기자는
민생연구 안진걸 소장의 조선일보에 심각한
가짜뉴스를 고발하기 위해 기자회견을하는
장소 한구석에 나타나서, 건달처럼 짝다리 짚고,
난간에 기대어서서 실실 비웃으며 왜 고소하냐고
시비를 거는 영상이 유튜브로 일파만파로 퍼져
기자들이 기더기로 불리는 사회현상에 실증적 역할을
하였다..관련 동영상은 유투브에서 '날라리 조선일보 기자'로
검색가능하다..